# IBM中国研究院
IBM中国研究院（英語：IBM China Research Laboratory）是IBM在全球设立的12大研究机构之一。

## 历史
1995年成立于中国北京，2008年，IBM中国研究院上海分院成立。过去的20多年里IBM中国研究院在人工智能、云计算、认知医疗、物联网及区块链等领域持续研究，已成为中国最具影响力的研究机构之一。IBM中国研究院的研究领域横跨多个学科及行业，目前在环境保护、电力与能源、物流与供应链、医疗及金融服务等领域均有成功解决方案。